# Ytterstbränntjärnen
Ytterstbränntjärnen är en sjö i Piteå kommun i Norrbotten och ingår i Byskeälvens huvudavrinningsområde.